# Валя-Лунге (Вилча)
Валя-Лунге (рум. Valea Lungă) — село у повіті Вилча в Румунії. Входить до складу комуни Стенешть.
Село розташоване на відстані 167 км на захід від Бухареста, 41 км на південний захід від Римніку-Вилчі, 57 км на північ від Крайови.

## Населення
За даними перепису населення 2002 року у селі проживали 149 осіб, усі — румуни. Усі жителі села рідною мовою назвали румунську.